# Nat Ayer
Pour les articles homonymes, voir Ayer (homonymie).
Nat Ayer (né à Boston en 1887, mort le 19 septembre 1952 à Bath) est un compositeur populaire de musique britannique d’origine américaine qui attira pour la première fois l’attention des critiques comme l’un des paroliers des Ziegfeld Follies de 1909. Subséquemment, il s’installa en Angleterre où il composa la musique de The Bing Boys qui fit ses débuts à Londres en 1916 et qui fut un des plus gros succès théâtraux de cette période dans la capitale anglaise. ; sa chanson If You Were the Only Girl in the World  de cette pièce devint un succès international, succès qui ne sera dépassé que par sa « Oh, You Beautiful Doll ». Ayer composera aussi de nombreuses autres musiques pour diverses productions présentées en Angleterre. 